# Zabójstwo Meredith Kercher
Morderstwo Meredith Kercher – zabójstwo brytyjskiej studentki, które miało miejsce 1 listopada 2007 w Perugii we Włoszech. Początkowo prokurator twierdził, że Meredith zginęła podczas gry seksualnej, która wymknęła się spod kontroli. Kercher zadano 40 ran kłutych nożem. Mieli w niej brać udział zarówno Kercher, jak i Knox, Sollecito i Guede, oskarżeni później o morderstwo.
Zabójcą okazał się Hermann Guede, który został skazany za napaść na tle seksualnym i morderstwo Kercher. Otrzymał obniżony po apelacji wyrok 16 lat pozbawienia wolności. Raffaele Sollecito, włoski student, i Amanda Knox, amerykańska studentka, która dzieliła mieszkanie z Kercher, również zostali skazani za napaść na tle seksualnym i morderstwo. 3 października 2011 Amanda Knox i Raffaele Sollecito zostali uniewinnieni przez włoski sąd. 26 marca 2013 najwyższy sąd karny Włoch uchylił wyrok sądu apelacyjnego, który uniewinnił Knox i Sollecito. Ponowny proces przed sądem apelacyjnym we Florencji rozpoczął się 30 września 2013. Podczas tego procesu Amanda Knox przebywała w USA. 30 stycznia 2014 Knox i Sollecito zostali uznani za winnych. Knox została skazana na 28,5 lat więzienia, Sollecito otrzymał 25 lat. Prawnik Knox, Luciano Ghirga, stwierdził, że planuje ona odwołanie się do Sądu Najwyższego Włoch. W marcu 2015 Knox i Sollecito zostali ostatecznie uniewinnieni przez sąd najwyższej instancji Włoch, Sąd Kasacyjny.

## Meredith Kercher
Meredith Susanna Cara Kercher, znana dla przyjaciół jako „Mez”, urodziła się 28 grudnia 1985 w Southwark w Londynie, mieszkała w Coulsdon, Surrey. Córka Johna i Arline Kercher, miała dwóch braci: Lyle’a i Johna oraz siostrę Stephanie. Studiowała na wydziale europejskim Uniwersytetu w Leeds. Przebywała we Włoszech w ramach unijnego programu wymiany studentów Erasmus. Na krótko przed śmiercią pojawiła się w teledysku do piosenki Kristiana Leontiou’a „Some Say”.
Do Perugii przyjechała w sierpniu 2007 i wynajęła pokój w mieszkaniu, które dzieliła z dwiema włoskimi studentkami. We wrześniu dołączyła do nich Amanda Knox. Pogrzeb Meredith Kercher odbył się 14 grudnia 2007 w Croydon Parish Church. Uniwersytet Leeds pośmiertnie przyznał jej stopień naukowy.

## Osoby oskarżone o morderstwo

### Rudy Guede
Rudy Hermann Guede (ur. 26 grudnia 1986, Abidżan, Wybrzeże Kości Słoniowej) miał 20 lat, kiedy doszło do morderstwa. Matka porzuciła go, gdy był jeszcze małym dzieckiem i wraz z ojcem, Pacomem Rogerem Guedem, zamieszkał na początku lat 90. w Perugii. Kiedy miał 16 lat, został porzucony przez ojca i przygarnięty przez Paolo Caporaliego, który był lokalnym biznesmenem i sponsorem drużyny koszykarskiej, dla której Rudy grał w sezonie 2004–2005 (młodzieżówka). Często przebywał w Mediolanie (jego ciotka mieszkała w pobliskim Lecco) pracując w tamtejszych barach, od czasu do czasu wracając do Perugii.

### Amanda Knox
Amanda Marie Knox (ur. 9 lipca 1987, Seattle, Waszyngton) w trakcie morderstwa Kercher miała 20 lat. Córka Eddy Mellas, nauczycielki matematyki i Curta Knoxa, wicedyrektora finansowego firmy Macy’s; para rozwiodła się, kiedy Knox była jeszcze dzieckiem. Ma trzy młodsze siostry: Deannę, Delaney i Ashley Na uniwersytecie w Perugii zamierzała przez rok studiować włoski, niemiecki i literaturę. Razem z Kercher mieszkała w domku przy Via della Pergola. Knox poznała Raffaelego Sollecito 25 października 2007 podczas koncertu muzyki poważnej i została jego dziewczyną.

### Raffaele Sollecito
Raffaele Sollecito (ur. 26 marca 1984, Giovinazzo, Bari, Włochy) miał 23 lata, kiedy doszło do morderstwa. Był studentem informatyki na uniwersytecie w Perugii, ukończył go, oczekując na proces w więzieniu. W trakcie śledztwa okazało się, że Sollecito posiada kolekcję noży.

## Okoliczności morderstwa
Ciało Meredith Kercher znaleziono krótko po morderstwie. Policja znalazła nóż w mieszkaniu Raffaele Sollecito. Na nożu znajdowały się ślady krwi Amandy Knox. Patolog stwierdził, że Kercher umierała długo i cierpiała przed śmiercią. Mieszkanie, w którym mieszkała Kercher, wynajmowała także Amanda Knox.
Sąsiadka Kercher zeznała, że wieczorem 1 listopada 2007 usłyszała „mrożący krew w żyłach krzyk” oraz usłyszała odgłosy co najmniej dwóch osób biegnących w różnych kierunkach. Sędzia Paolo Micheli określił ją jako „wyjątkowo wiarygodnego” świadka, jednak jej dom ma podwójne okna. Na miejscu zbrodni policja znalazła ślady DNA Rudy Guede.
Następnego dnia policja pojawiła się pod domem Knox i Kercher, żeby wyjaśnić sprawę dwóch telefonów znalezionych w pobliżu przez sąsiadów. Później okazało się, że należały one do ofiary. Amanda Knox i Raffaele Sollecito stali przed domem, gdy policja przybyła na miejsce.

## Proces
Rudy Guede bezpośrednio po morderstwie uciekł do Niemiec. Tam został aresztowany i przekazany włoskiemu wymiarowi sprawiedliwości. Prokurator utrzymywał, że Guede i Sollecito przytrzymywali siłą Kercher, zaś Knox podcinała jej gardło i zadawała rany kłute. Sąd pierwszej instancji skazał Guede na 30 lat więzienia. Wyrok zmniejszono później do 16 lat. 
Proces wobec Amandy Knox i Raffaele Sollecito, który toczył się dwukrotnie, miał charakter poszlakowy. Oskarżenie Amandy Knox opierało się na znalezionych próbkach DNA i śladach krwi znalezionych na nożu, którym zamordowano Meredith Kercher. Ślady DNA miały być zgodne z DNA Amandy i Raffaele. Na tej podstawie sąd skazał Amandę na 28,5 lat więzienia, a Raffaele na 25 lat. Niezależni eksperci podali w wątpliwość wiarygodność badań szczątkowego DNA, przez co uniewinniono podejrzanych. Oskarżyciele zapowiedzieli odwołanie do Sądu Najwyższego. Podjęto decyzję sądzenia Amandy zaocznie, która zaraz po uwolnieniu wróciła do rodzinnego Seattle. Sąd pierwszej instancji skazał w 2009 roku Amandę Knox na 26 lat więzienia, a Raffaele Sollecito na 25 lat za napaść seksualną i morderstwo.
Wyrok uchylono w 2011. Do apelacji doszło w wyniku znalezienia błędów popełnionych podczas śledztwa. W wyniku ponownego śledztwa okazało się, że popełniono 54 błędy. Po uniewinnieniu przeprowadzono sondaż wśród Włochów, według których Knox i Sollecito byli winni morderstwa.
W styczniu 2014 Knox i Sollecito zostali skazani na kary więzienia (Knox – 28,5 lat, Sollecito – 25 lat).
27 marca 2015 odbyło się posiedzenie sądu, w którym uniewinniono Knox i Sollecito od wszelkich zarzutów. Podczas posiedzenia sądu, Amanda Knox znajdowała się w Seattle. Jednocześnie Sąd Najwyższy skazał Knox na 3 lata więzienia za pomówienie właściciela baru w Perugii. Sąd uznał, że Amanda Knox odbyła już karę podczas pobytu w więzieniu.

## Popularność Amandy Knox
Podczas procesu sądowego media zainteresowały się Amandą Knox. W ciągu czterech lat media śledziły każdy szczegół jej życia. Dziennikarze komentowali każdy jej gest, strój, w którym pojawiała się na sali sądowej. Media spekulowały, że Amanda Knox ma podwójną osobowość. Jako dowód przedstawiono ubiór Knox – pewnego dnia włożyła koszulkę z napisem „All you need is love”, zaś w kolejnym słała lodowate spojrzenie, ubrana w czarną bluzę. 27 marca 2015 na salę sądową przyszło ponad 400 dziennikarzy z całego świata. Amerykańskie media podawały, że Amanda Knox jest ofiarą włoskiego sądownictwa, zaś brytyjskie i włoskie uważały, że Amanda Knox jest winna morderstwa. Nazwisko Knox było tego dnia jednym z najpopularniejszych haseł wpisywanych w wyszukiwarce Google.
W kwietniu 2013 Amanda Knox wydała książkę „Waiting to be heard” (tłum. „Czekając na wysłuchanie”). Wpływy z książek przeznaczyła na spłatę zadłużenia zaciągniętego na wynajęcie adwokatów.
Na podstawie historii Amandy Knox powstały dwa filmy fabularne: „Oskarżona Amanda Knox” (2011) i „Twarz Anioła” (2014), a także film dokumentalny "Amanda Knox" (2016).